# Volonteri Ujedinjenih naroda
Program Volonteri Ujedinjenih naroda (engl. UN Volunteers, UNV) agencija je Ujedinjenih naroda (UN) koja raspoređuje međunarodne dragovoljce (volontere) koji direktno pružaju podršku partnerima UN-a na terenu. UNV je pod vodstvom Programa UN-a za razvoj (UNDP), sa sjedištem u Bonnu, i djeluje kroz urede UNDP u svakoj zemlji. 
UNV je osnovala Opća skupština Ujedinjenih naroda 1970. godine. Volonteri dolaze iz razvijenih i zemalja u razvoju, ali je danas većina (70%) iz zemalja u razvoju. 
Od 1971. UNV je poslao preko 30.000 volontera na rad u projekte u 140 zemalja u razvoju.

## Vanjske poveznice
- Službena stranica (engl.)
- World Volunteer Web (engl.)
- Online Volunteering Service  Arhivirana inačica izvorne stranice od 28. listopada 2008. (Wayback Machine) (engl.)